# Flappy
Flappy je logická videohra od japonské firmy dB-Soft v podobném duchu jako Sokoban. Hlavním hrdinou je krtek Flappy, jehož úkolem je v každé úrovni přemístit modrý kámen z počáteční pozice na modrou oblast.
Hra se poprvé objevila na domácím počítači Sharp X1 v roce 1983. Po tomto debutu brzy následovaly konverze na řadu populárních japonských počítačů, včetně řady počítačů NEC a řady Fujitsu FM. Verze pro počítač Sharp MZ-800 byla vydána v roce 1984. Porty pro řadu počítačů MSX a Family Computer byly vydány v roce 1985. Firma dB-Soft vytvořila pokračování s obtížnějšími úrovněmi a názvem King Flappy pro hráče, kterým se podařilo projít původních 200 úrovní, ve hře nazývaných „side“ (strana) či „scene“ (scéna). Port pro Nintendo Game Boy byl vydán v roce 1990 pouze v Japonsku firmou Victor Musical Industries.

## Hratelnost
Flappymu stojí v cestě větší či menší množství nerozbitných zdí, hnědé kameny a nepřátelé. Může sbírat a házet po nepřátelích uspávací houby, což je zastaví jen na chvíli, nebo na ně shazovat kameny, aby se jich zbavil trvale. Hnědé kameny hráč sice může rozbíjet nebo je využít pro stavění cesty pro modrý kámen, ale při neopatrnosti ho můžou zavalit. Nepřátelé jsou dvou typů: Jednorožci skáčou jen vodorovně a snaží se chytit Flappyho pouze v případě, že je vedle nich. Ebiry, které se podobají krabům, neúnavně pronásledují Flappyho vodorovně i svisle. V některých variantách hry lze uspanými Ebiry pohybovat. Speciální varianty hry mohou také obsahovat víc než jeden modrý kámen.

## Příběh
Krásná planeta Modrá hvězda, domovská planeta mladého krtka jménem Flappy, je napadena temným císařem Ngalo-Ngolo. Hrdí obyvatelé Modré hvězdy, kteří si nepřejí ani válku, ani invazi, planetu zničí, aby došli k sebeurčení. Flappyho však jeho otec nalodí na únikovou kapsli mířící na sousední planetu Seviras. Z kapsle sleduje, jak na Seviras neustále prší úlomky explodované Modré hvězdy.
Mladík se bezcílně toulá po Seviras, až dojde do oázy, kde náhle slyší hlas z nebe, který říká: „Shromáždi úlomky Modré hvězdy – Modré kameny – do této Modré oblasti. Až tam budou všechny…“ Flappy věří, že se právě stal zázrak, a vydává se na cestu, aby dal dohromady všechny Modré kameny.